# Шереметя
Шереметя е село в Северна България. То се намира в община Велико Търново, област Велико Търново.

## История
Село Шереметя е основано от преселници след потушаването на Чипровското въстание през 1688 г. Първото поселение се намира в местността „Голямата чешма“, източно от сегашното село. Историята на с. Шереметя през XIX и XX век е белязана с построяването на три големи и значими обществени сгради – църквата, училището и читалището. Около 1876 г. в селото е построена църквата „Св. Архангел Михаил“. В документ е посочена годината 1878, когато църквата е осветена от Митрополит Климент. През 2008 г. във връзка със 130-годишния юбилей църквата е реставрирана и стенописана.
Етимологията на топонима отговаря на срещащата се в белоруски, руски и украински език преминала от черкезки и кабардински дума / фамилия  Шеремет която е от тюрски произход и означава "достоен лъв" или "бързоходец".

## Население
Численост на населението според преброяванията през годините:
| \| Година на преброяване \| Численост \| \| --------------------- \| --------- \| \| 1934 \| 410 \| \| 1946 \| 380 \| \| 1956 \| 309 \| \| 1965 \| 325 \| \| 1975 \| 337 \| \| 1985 \| 244 \| \| 1992 \| 242 \| \| 2001 \| 264 \| \| 2011 \| 240 \| \| 2021 \| 195 \| |           |
| Година на преброяване | Численост |
| 1934 | 410       |
| 1946 | 380       |
| 1956 | 309       |
| 1965 | 325       |
| 1975 | 337       |
| 1985 | 244       |
| 1992 | 242       |
| 2001 | 264       |
| 2011 | 240       |
| 2021 | 195       |

### Етнически състав
Преброяване на населението през 2011 г.
Численост и дял на етническите групи според преброяването на населението през 2011 г.:
|                     | Численост | Дял (в %) |
| Общо                | 240       | 100.00    |
| Българи             | 145       | 60.41     |
| Турци               | 17        | 7.08      |
| Цигани              |           |           |
| Други               |           |           |
| Не се самоопределят |           |           |
| Неотговорили        | 68        | 28.33     |

## Обществени институции
- Читалище „Пробуда 1925“. Читалището има библиотека, която разполага с над 3000 тома литература. Към читалището има действаща вокална група „Нежни сърца“ с ръководител и корепетитор Борис Спиридонов. Има и изградена самодейна театрална трупа.
- Клуб на пенсионера и инвалида „Здравец“
- Център за работа с деца и младежи

## Транспорт
През с. Шемеретя минава автобусна линия №14 с маршрут Велико Търново – Шереметя – Лясковец – Горна Оряховица. Чрез нея се осъществява връзка на селото както с общинския и областен център Велико Търново, така и с железничарския град Горна Оряховица. Линия №14 се движи на интервал от 20 мин. през делнични дни и на 30 мин. през почивни и празнични дни. През с. Шереметя преминава и линия №12, която пътува от Велико Търново до Арбанаси.